# Pierre Sayve
Petrus Sayve dit Pierre Sayve ou Pierre Seyve, né le 19 novembre 1849 à Izieux (Loire) et mort le 13 janvier 1897 à Saint-Étienne (Loire) est un photographe professionnel spécialisé dans le portrait-carte et la vente de matériel photographique, basé à Saint-Étienne.

## Biographie

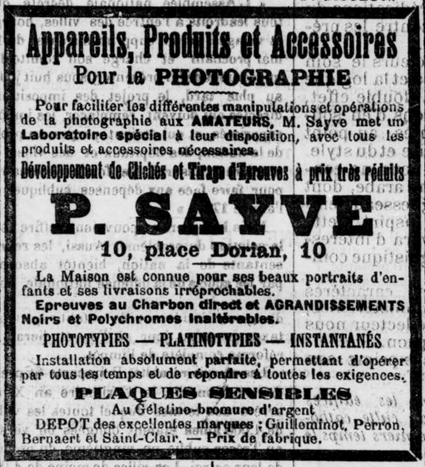
Publicité de vente de matériel par Pierre Sayve publiée dans le Mémorial de la Loire et de la Haute-Loire du 17 avril 1892.

Pierre Sayve est un photographe professionnel stéphanois spécialisé dans le portrait-carte. Dans son studio situé 4 place de l’Hôtel de Ville puis 10 place Dorian à Saint-Étienne, il développe une activité de portraitiste et met à disposition des photographes amateurs du matériel et son savoir-faire technique. Parallèlement à son activité, il procède à une grande série de photographies de paysages et de monuments ligériens dès les années 1870 dans la lignée des missions héliographiques.
D’après les publicités de son studio diffusées dans la presse, Sayve élabore ses tirages sur papier charbon par apposition sur plaques sensibles de gélatine au bromure d’argent. Au-delà de la publicité qui assure aux clients des « tirages inaltérables », cette technique offre un intéressant effet pictural aux paysages que l’on retrouve chez d’autres photographes comme son contemporain stéphanois Félix Thiollier.
Pierre Sayve est enterré au cimetière du Crêt de Roch (anciennement Saint-Claude) à Saint-Étienne.

### Photographe membre de Sociétés savantes

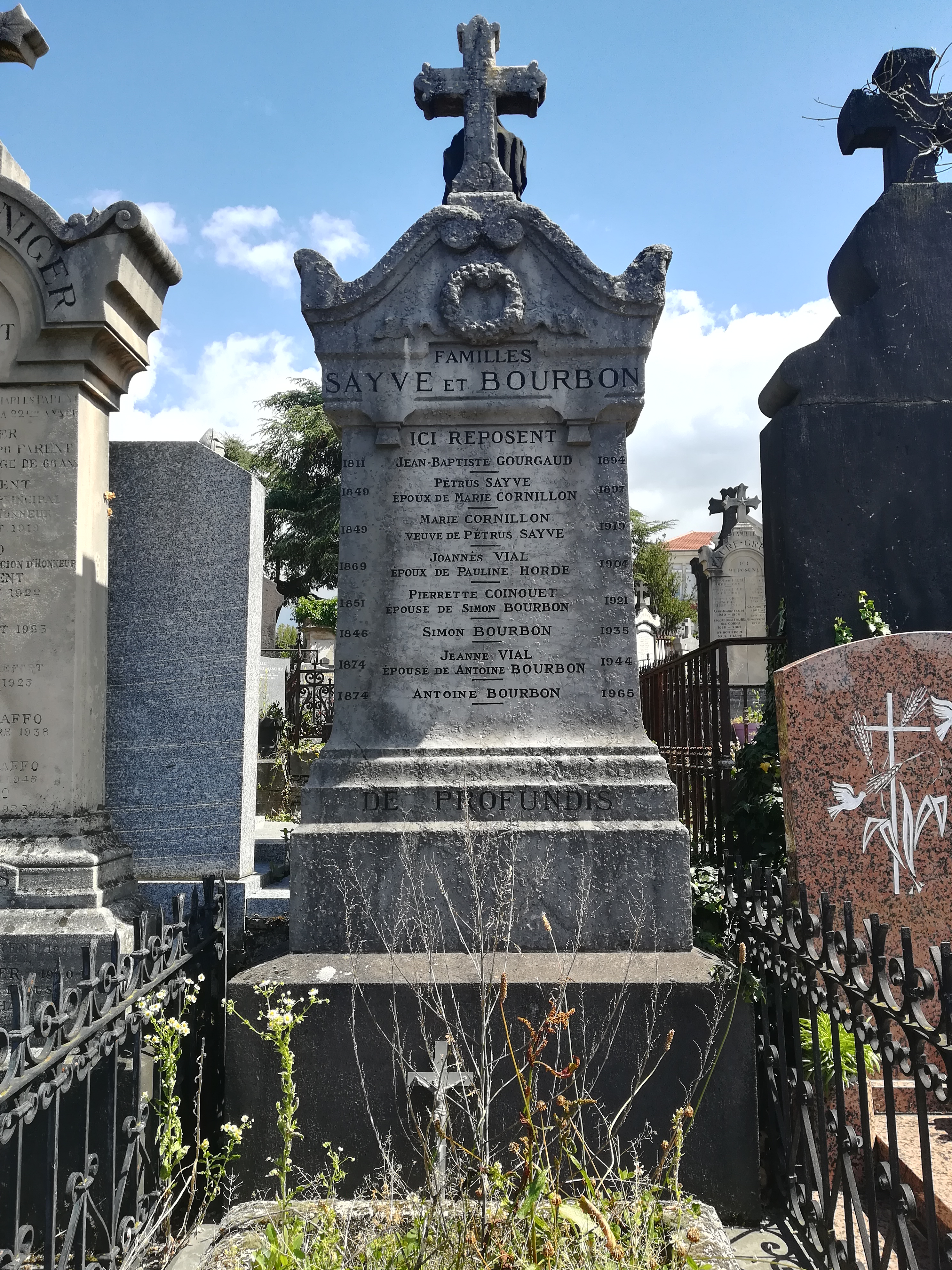
Tombe de Petrus Sayve et de son épouse Marie Cornillon au cimetière du Crêt de Roch.

Comme beaucoup de notables, érudits ou scientifiques amateurs de son milieu, Pierre Sayve participe aux travaux de plusieurs sociétés savantes locales. Il est ainsi membre de la Société d'agriculture, industrie, sciences, arts et belles-lettres de la Loire dès 1890 et démissionne en 1896 peu de temps avant sa mort. En tant que membre du Club Alpin Français, il participe à des excursions avec la section du Forez créée en 1883. Il opère de nombreuses prises de vues du patrimoine et du paysage foréziens qu'il met à disposition dans son studio premier studio au 10 rue de la République.
Des centaines de ses photographies tirées sur papier charbon et reliées dans des albums cartonnés sont aujourd’hui disponibles dans les fonds de sociétés savantes comme Histoire et Patrimoine de Saint-Etienne ou des collections particulières.

## Galerie

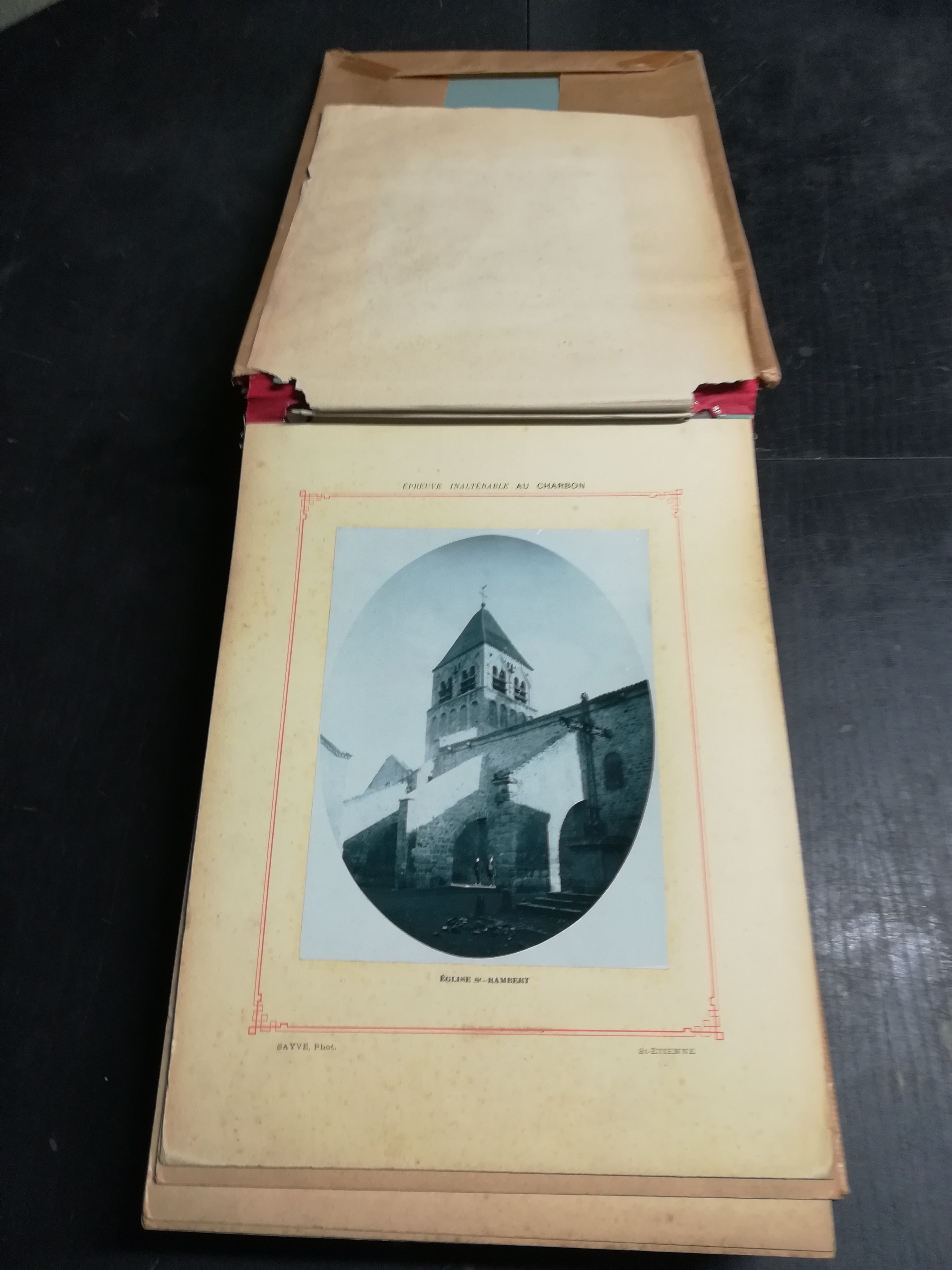
Album cartonné de vues du Forez prises par Pierre Sayve (Fonds iconographique Histoire et Patrimoine de Saint-Etienne)
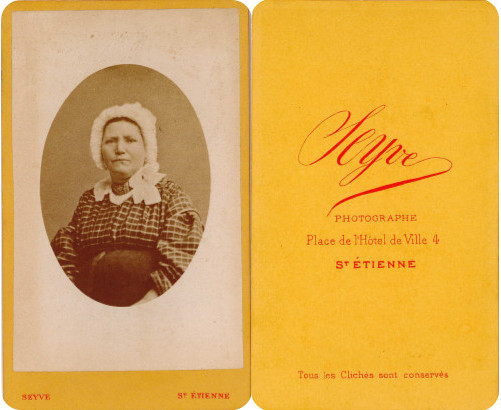
Portrait de femme pris par Pierre Sayve dans son studio au 4, Place de l'Hôtel de Ville (coll. privée).
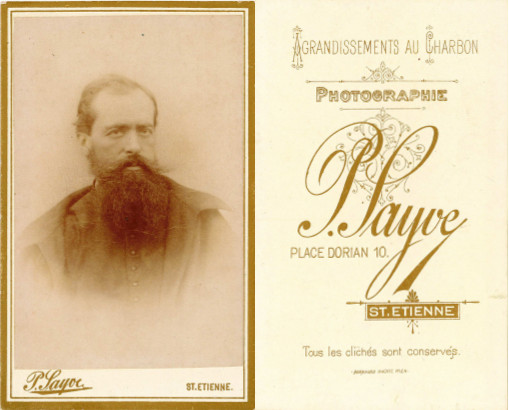
Portrait d'homme pris par Pierre Sayve dans son studio au 10, Place Dorian (coll. privée).
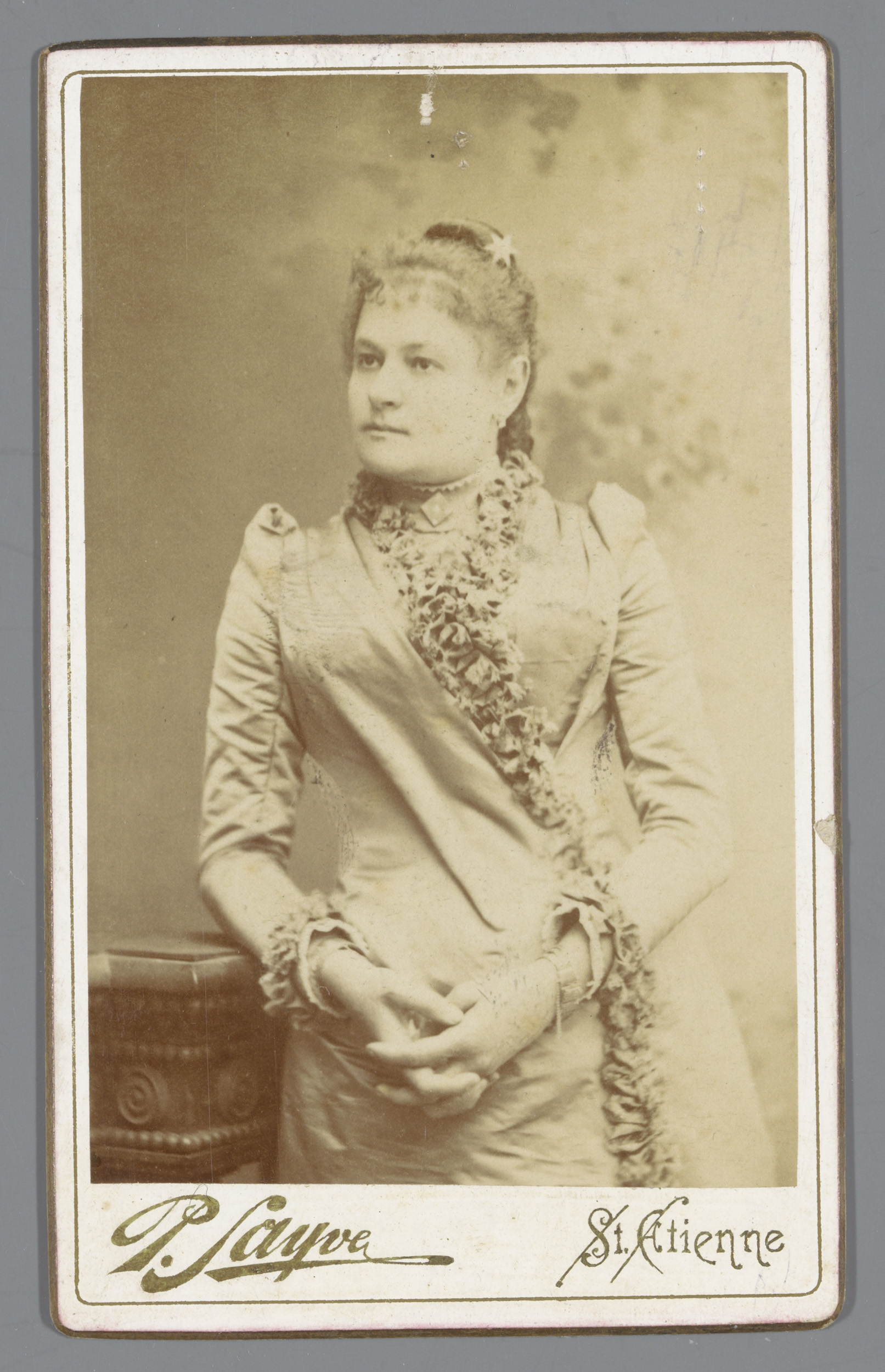
Portrait-carte du studio 10, Place Dorian conservé au Rijksmuseum d'Amsterdam.